# Lenz (Büchner)
Lenz ist eine Erzählung von Georg Büchner, deren Titel jedoch nicht vom Autor stammt. Sie erschien posthum 1839 in der Zeitschrift Telegraph für Deutschland. Ihre genaue Entstehungszeit ist unbekannt, Büchner hat sich aber nachweislich spätestens seit dem Frühjahr 1835 mit dem Stoff beschäftigt und hat die Arbeit daran vor Januar 1836 beendet. Die Behauptung, es handele sich bei dem Text um ein Fragment, ist ebenso umstritten wie seine Kategorisierung als Novelle.
Die Erzählung beschreibt den sich verschlechternden Geisteszustand des Schriftstellers Jakob Michael Reinhold Lenz und basiert einerseits auf einigen Briefen von Lenz, andererseits auf den schriftlichen Beobachtungen des Pfarrers Johann Friedrich Oberlin, deren Umfang ungefähr die Hälfte des Novellentextes ausmacht und die von Büchner größtenteils wörtlich übernommen worden sind, sodass gegen Büchner immer wieder der Vorwurf des Plagiats erhoben wurde.

## Handlung
Lenz ist auf der Reise in das  Bergdorf Waldbach (in Wirklichkeit das elsässische Waldersbach) zum Pfarrer Oberlin. Seine Wanderung führt ihn durch das winterliche Gebirge, dessen Unwirtlichkeit und Kälte er nicht spürt. Das Gefühl für Raum und Zeit geht Lenz verloren, er hört die Stimmen der Felsen, sieht die Wolken jagen und in der Sonne ein „gleißend Schwert“, das die Landschaft schneidet. Die eigene völlige Erschöpfung dringt nicht mehr in sein Bewusstsein, sondern wird Teil des Weltalls, Ausgangspunkt kürzester Augenblicke höchster Glücksgefühle und langer Phasen der Gleichgültigkeit. Der Abend bringt ihm Einsamkeit und Angst, seine Schritte werden ihm wie „Donnergrollen“, es ist ihm, als „jage der Wahnsinn auf Rossen hinter ihm“.
Im Dorf angekommen, heißt ihn Oberlin, Pfarrer und Kenner der lenzschen Dramen, bei sich willkommen. Im Pfarrhause genießt der aufgewühlte Wanderer das ruhige Miteinander der Familie, das ihn an seine eigene Kindheit erinnert. Als er jedoch sein kaltes und kahles Zimmer im gegenüberliegenden Schulgebäude bezieht, wo ihm Oberlin ein Quartier bereiten lässt, erlebt er einen Rückfall, und die Erinnerungen an den schönen Abend weichen schnell wieder einer Unruhe und „unnennbaren Angst“. Erst als er sich selbst Schmerzen zufügt und schließlich, einem instinktiven Trieb folgend, in den kalten Brunnen taucht, stabilisiert sich sein Zustand vorübergehend wieder.
Die folgenden Nächte werden ihm zur Qual: Seine Wahrnehmung löst sich von der Realität, macht sie zum Traum, „der Alp des Wahnsinns setzt sich zu seinen Füßen“. Doch Lenz versucht sich einzuleben, erinnert sich an die Erlebnisse der Tage, schöpft Hoffnung. Seine Mitmenschen und deren Alltag erscheinen ihm wie ein Theaterspiel. Als Begleiter Oberlins wird er zwar selbst zum Akteur, kann aber letztlich in dieses Leben nicht wirklich eintauchen. Tagsüber ist sein Zustand erträglich, doch mit einsetzender Dunkelheit überfallen ihn immer wieder Angstzustände. Die Ahnung einer unabwendbaren Erkrankung verstärkt sich bei ihm. Lenz versucht, sich Oberlin als Vorbild zu nehmen, die Natur als Geschenk Gottes anzusehen und die aufkommenden Ängste mit Hilfe der Bibel abzuwenden. Er erkennt, dass dies eine letzte Möglichkeit zur Selbsttherapie seiner manisch-depressiven Gemütsverfassung und seiner beginnenden Schizophrenie ist. Doch das „süße unendliche Gefühl des Wohls“ ist jeweils nur von kurzer Dauer, die Verzweiflung und das Leid seiner Einsamkeit dagegen nehmen zu und schließlich überhand.
Ein zentraler Moment der Erzählung ist der Besuch seines Freundes Christof Kaufmann. Im Gespräch über Kunst, in der leidenschaftlichen Aussprache gegen die idealistische Literatur (siehe unten Büchners Fundamentalrealismus) spricht Lenz wieder konzentriert und gelöst. Auf Kaufmanns Einwände reagiert er schroff, aber erst als Kaufmann ihn schließlich auffordert, zu seinem Vater zurückzukehren, bricht er das Gespräch ab. Er empfindet den Aufenthalt in diesem kleinen Bergdorf als einzige Möglichkeit, sich vor seiner „Tollheit“ zu retten, in die ihn das bürgerliche Leben treiben würde.
Als Oberlin und Kaufmann am nächsten Tag zu einer Reise in die Schweiz aufbrechen, leitet dies den endgültigen kritischen Wendepunkt seiner Krankengeschichte ein. Er bleibt allein zurück, begleitet die Freunde aber zuvor noch ein Stück des Wegs bis auf die andere Seite des Gebirges, dorthin, „wo die Täler sich in die Ebene ausliefen“. Auf seinem Heimweg kreuz und quer durch die menschenleere Bergwelt gelangt er bei einbrechender Dunkelheit ins Steintal nach Fouday und findet schließlich Unterschlupf in einer armseligen Hütte, wo ein todkrankes Mädchen im Fieber liegt und ein altes, halbtaubes Weib mit schnarrender Stimme unablässig Lieder aus dem Gesangbuch singt. Als er einige Tage später vom Tod eines kleinen Mädchens erfährt, packt ihn die fixe Idee, „wie ein Büßender“ mit aschebeschmiertem Gesicht nach Fouday pilgern und wie Jesus von Nazareth das Mädchen (wie Lazarus) wiederbeleben zu müssen. Doch dort, angesichts der kalten Glieder und „halbgeöffneten gläsernen Augen“ der Toten, erfährt er nur seine eigene Ohnmacht, was ihn zu wilden Gotteslästerungen treibt und vorübergehend zum Atheisten werden lässt: „Lenz musste laut lachen, und mit dem Lachen griff der Atheismus in ihn und fasste ihn ganz sicher und ruhig und fest.“
Als Oberlin aus der Schweiz zurückkehrt, erkennt er Lenz’ desolaten Geisteszustand, seine religiösen Gewissensbisse und seine Scham. Er verweist ihn an Jesus, der für die Vergebung der Abgefallenen gestorben sei. Lenz fragt Oberlin nach dem Zustand „des Frauenzimmers“. Doch der antwortet, er wisse nicht, was Lenz meine. Da deutet ihm Lenz an, seine Geliebte wegen eines anderen Liebhabers getötet zu haben: „Verfluchte Eifersucht, ich habe sie aufgeopfert – sie liebte noch einen anderen – ich liebte sie, sie war’s würdig – o gute Mutter, auch die liebte mich. Ich bin ein Mörder.“ Nach diesem Geständnis eines Mordes, der nur ein Produkt seiner Wahnvorstellungen ist, gibt es nur noch wenige kurze Momente, in denen Lenz bei klarem Verstand ist. Die Ruhe, die er „aus der Stille des Tales und der Nähe Oberlins“ geschöpft hat, wirkt nicht mehr. Nachdem sich Lenz wiederholt nachts aus dem Fenster gestürzt und umzubringen versucht hat, lässt Oberlin ihn nach Straßburg transportieren. Lenz reagiert nur noch apathisch. Die Abendlandschaft berührt ihn nicht mehr. Bei einer Zwischenstation in einer Herberge „machte er wieder mehrere Versuche, Hand an sich zu legen, war aber zu scharf bewacht.“ Als sie am nächsten Tag bei trübem Wetter in Straßburg ankommen, scheint er „ganz vernünftig, sprach mit den Leuten; er tat Alles wie es die Anderen taten, es war aber eine entsetzliche Leere in ihm, er fühlte keine Angst mehr, kein Verlangen; sein Dasein war ihm eine notwendige Last. – So lebte er hin.“

## Büchners Fundamentalrealismus
Buchstäblich im Zentrum der Erzählung, verpackt als Streitgespräch zwischen Lenz und seinem alten Freund Kaufmann, findet sich Büchners kunsttheoretisches Credo. Anders als Kaufmann und die meisten seiner Zeitgenossen wendet sich Lenz – hier ganz das Sprachrohr seines Autors – vehement gegen die Harmonisierungstendenzen der klassischen und romantischen Poesie. Deren Idealismus sei fragwürdig, weil unnatürlich und inhuman: „die schmählichste Verachtung der menschlichen Natur“. Er attackiert zugleich aber auch die Realisten: Die „Dichter, von denen man sage, sie geben die Wirklichkeit, hätten keine Ahnung davon; doch seien sie immer noch erträglicher als die, welche die Wirklichkeit verklären wollten. [...] Der liebe Gott hat die Welt wohl gemacht, wie sie sein soll, und wir können wohl nicht was Besseres klecksen; unser einziges Bestreben soll sein, ihm ein wenig nachzuschaffen. Ich verlange in allem – Leben, Möglichkeit des Daseins, und dann ist’s gut; wir haben dann nicht zu fragen, ob es schön, ob es häßlich ist. Das Gefühl, daß, was geschaffen sei, Leben habe, stehe über diesen beiden und sei das einzige Kriterium in Kunstsachen. Übrigens begegne es uns nur selten: In Shakespeare finden wir es, und in den Volksliedern tönt es einem ganz, in Goethe manchmal entgegen; alles übrige kann man ins Feuer werfen.“
Die hier zum Ausdruck kommende Radikalisierung des Mimesisbegriffs nennt Jochen Schmidt in seiner Untersuchung der Geschichte des Geniegedankens Fundamentalrealismus. Allerdings bleibt die von Lenz proklamierte Hinwendung zur Lebenswirklichkeit nur theoretisch. „Praktisch scheitert Lenz. Programm und Existenz, Sein-Wollen und Sein-Können treten schroff auseinander. Dies ergibt die Kontrapunktik der Erzählung, um derentwillen Büchner das Kunstgespräch in die Mitte gerückt hat. Der [...] konkret erlebende Lenz leidet am Zusammenbruch des idealistischen Horizonts. Er ist ein metaphysisch Entwurzelter – und deshalb zerfällt ihm die Welt.“

## Hörbuch
- 2008: Lenz. Mit Philipp Hochmair. Produktion und Regie: Herzrasen – Andrea Gerk, Komposition: Michael Maierhof.

## Vertonung
Wolfgang Rihm: Jakob Lenz (1977/78). Kammeroper. Libretto: Michael Fröhling, UA 8. März 1979 Hamburg

## Comicadaption
Andreas Eikenroth: Lenz. Eine grafische Novelle. Edition 52, 2021, ISBN 978-3-948755-05-8.

## Verfilmungen
- Lenz, Regie: George Moorse, Deutschland 1971, 130 Minuten
- Lenz, Regie: Alexandre Rockwell, USA 1981
- Lenz, Von Oliver Hockenhull, Kurzfilm Deutschland 1985.
- Lenz, Regie: András Szirtes, Ungarn 1987, 100 Minuten
- Im Steintal von Jürgen Lodemann, Deutschland 1988, SWR, 43 Minuten
- Lenz – Ich aber werde dunkel sein, Regie: Egon Günther, Deutschland 1992, 90 Minuten
- Lenz échapé, Regie: Dominique Marchais, Frankreich 2003.
- Lenz, Regie: Marco Franchini, Italien 2004.
- Lenz, Regie: Thomas Imbach, Darsteller: Milan Peschel, Barbara Maurer, Noah Gsell, Barbara Heynen, Schweiz 2006, 95 Minuten
- Lenz, Regie: Andreas Morell, Darsteller: Barnaby Metschurat, Karoline Teska, Deutschland 2009, 89 Minuten
- Büchner.Lenz.Leben, Regie: Isabelle Krötsch, Deutschland 2013. Experimenteller Dokumentarfilm mit Hans Kremer

## Belege
1. ↑  Lenz. Eine Reliquie von Georg Büchner. Mit einem Vor- und Nachwort hg. von Karl Gutzkow. In: Telegraph für Deutschland (Januar 1839, Nrn. 5, 7–11, 13–14; S. 34–40, 52–56, 59–62, 69–72, 77–78, 84–87, 100–104, 108–11). Büchners Braut Minna Jaeglé fertigte eine Abschrift an, die sie im September 1837 an Karl Gutzkow sandte. Da das handschriftliche Original des Textes verschollen ist, bleibt Gutzkows Erstdruck der „einzige authentische Textzeuge“ (Gersch).
2. ↑  Hellmuth Karasek: Der Ehrabschreiber. In: Der Spiegel. Nr. 3, 1990 (online – 15. Januar 1990).
3. ↑  Hubert Gersch: Quellenmaterialien und „reproduktive Phantasie“. In: Georg Büchner Jahrbuch. 8, 1990/94 (1995), S. 69.
4. 1 2  Jochen Schmidt: Büchners ‚Lenz‘. In: Die Geschichte des Genie-Gedankens in der deutschen Literatur, Philosophie und Politik 1750–1945. Band 2, Darmstadt 1985, S. 49.